# Cy Acosta
Cecilio "Cy" Acosta Miranda (n. El Sabino, Guasave, 22 de noviembre de 1946) es un exbeisbolista que jugó en la posición de pitcher en las Grandes Ligas jugando cuatro temporadas para los Chicago White Sox y Philadelphia Phillies.
Acosta fue el primer pitcher de la Liga Americana que apareció como bateador después de la introducción de la regla de bateador designado en 1973.